# Escanaba
Escanaba is een plaats (city) in de Amerikaanse staat Michigan, en valt bestuurlijk gezien onder Delta County.

## Demografie
Bij de volkstelling in 2000 werd het aantal inwoners vastgesteld op 13.140.
In 2006 is het aantal inwoners door het United States Census Bureau geschat op 12.575, een daling van 565 (-4.3%).

## Geografie
Volgens het United States Census Bureau beslaat de plaats een oppervlakte van
42,8 km², waarvan 32,8 km² land en 10,0 km² water. Escanaba ligt op ongeveer 185 m boven zeeniveau.

## Plaatsen in de nabije omgeving
De onderstaande figuur toont nabijgelegen plaatsen in een straal van 44 km rond Escanaba.